# روس إتش. سبنسر
روس إتش. سبنسر (بالإنجليزية: Ross H. Spencer)‏‏ (1921 في مقاطعة غرينبريه - 1998 في أوهايو)؛ روائي من الولايات المتحدة.

## الجوائز
- ميدالية النجمة البرونزية